# Auburndale (Queens)
Pour les articles homonymes, voir Auburndale.
Auburndale est un quartier de New York situé dans l'arrondissement du Queens.

## Démographie
Composition ethno-raciale en 2010, :
- Blancs non hispaniques (44,8 %)
- Hispaniques et Latinos (11,7 %)
- Asiatiques (40,9 %)
- Noirs (1 %)
- Métis (1,4 %)
- Autres (0,2 %)

Selon l'American Community Survey, pour la période 2012-2016, 32 % de la population âgée de plus de 5 ans déclare parler l'anglais à la maison, alors que 26,4 % déclare parler une langue chinoise, 10,3 % le coréen, 10 % l'espagnol, 7,7 % le grec, 2,9 % l'italien, 1,4 % l'ourdou, 1,0 % le polonais, 0,8 % le tagalog, 0,5 % le serbo-croate, 0,5 % l'hindi, 0,5 % le gujarati et 6,0 % une autre langue.